# Juni-Lyriden
Bei den Juni-Lyriden handelt es sich um einen von Mitteleuropa beobachtbaren Meteorstrom, der erstmals 1966 beobachtet wurde.
Der Radiant der Juni-Lyriden liegt im Sternbild Leier, wenige Grad südlich vom Hauptstern Wega. Gewöhnlich besitzt dieser Strom eine geringe Meteorrate von nicht einmal 5 Meteoren pro Stunde, jedoch wurden in der Vergangenheit auch schon erhöhte Raten beobachtet. Zuletzt konnten im Jahre 1996 mehrere Beobachter unabhängig voneinander eine erhöhte Rate beobachten.